# Янко Янков (футболист)
Вижте пояснителната страница за други личности с името Янко Янков.
Янко Янков  е български футболист, нападател, състезаващ се за тима на ФК Чепинец (Велинград). (Сливница).

## Биография
Започва да се състезава в детските гарнитури на ПФК Левски (София). Последователно преминава през всички формации на клуба.
Състезава се е за тимовете на ПФК Чавдар (Етрополе), ПФК Вихрен (Сандански) и ПФК Спортист (Своге) и ФК Сливнишки герой (Сливница).